# Singhasari
Singhasari fue un reino budista-hindú javanés, localizado al este de la isla Java entre 1222 y 1292 (hoy Indonesia). El reino sucedió al Reino de Kediri como reino dominante en Java oriental. 

## Etimología
Singhasari o Singosari es mencionado en varios manuscritos javaneses, incluyendo el Pararaton. Según la tradición, el nombre le fue dado por Ken Arok durante la fundación del reino para reemplazar al antiguo nombre de Tumapel, localizado en un valle de montaña fértil que hoy corresponde al área alrededor de Malang. Deriva de la palabra sánscrita singha que significa "león" y sari o saree que en antiguo javanés podría significar "esencia" o "dormir". Por ello, Singhasari podría traducirse como "esencia de león" o "león dormido". A pesar de que el león no es un animal autóctono de Java, la representación de leones es común en la cultura javanesa, atribuida a la influencia del simbolismo Hindu-Budista.

## Fundación

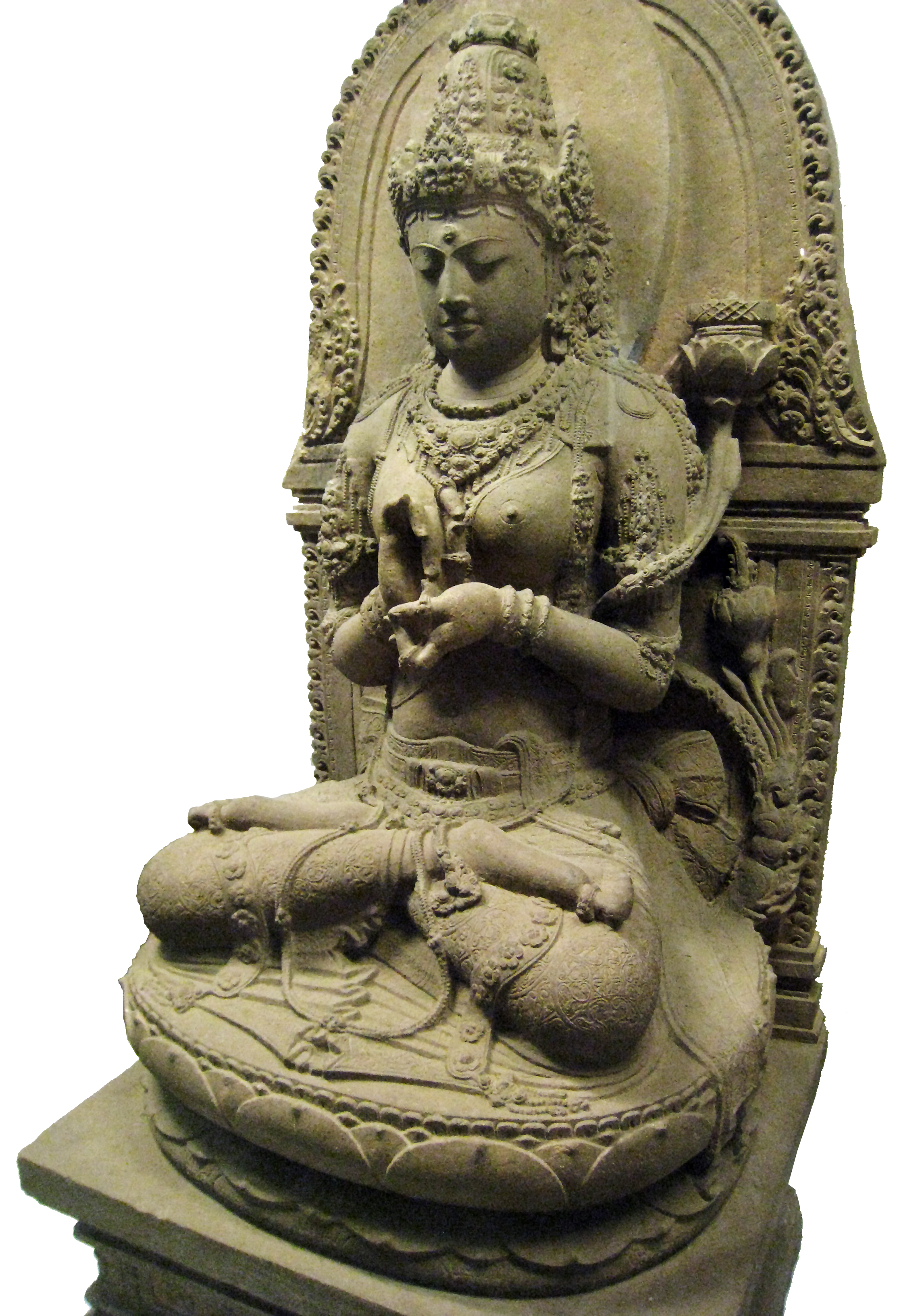
La belleza serena de Prajnaparamita, estatua encontrada cerca del templo de Singhasari. Se cree que la estatua es el retrato idealizado de la reina Ken Dedes, mujer de Ken Arok (colección del Museo Nacional de Indonesia).

Ken Arok fue un sirviente de Tungul Ametung, un gobernante regional en Tumapel (actual Malang) que devino en gobernante de Java desde Kediri. Está considerado el fundador de la dinastía Rajasa, soberana de Singhasari y más tarde del Majapahit. Fue asesinado por Anusapati, en venganza por matar a su padre, Tunggul Ametung. Ken Arok, hijo  de Panji Tohjaya asesinó a Anusapati, pero solo reinó unos meses en 1248 antes de que sus sobrinos se rebelaran. Estos dos, Ranga Wuni y Mahisha Champaka, gobernaron juntos bajo los nombres Vishnuvardhana y Narasimhamurti.: 188 

## Expansión
En el año 1275, el ambicioso rey Kertanegara, el quinto gobernante de Singhasari que gobernaba desde 1254, lanzó una pacífica campaña naval hacia el norte hacia los débiles restos de Srivijaya en respuesta a las continuas incursiones piratas de Ceilán y la invasión del reino Chola desde la India que conquistó Kedah de Srivijaya en 1025. El más fuerte de estos reinos Malayos fue Jambi, que capturó la capital de Srivijaya en 1088, seguido por el reino de Dharmasraya y el reino de Temasek en Singapur.
La fuerza militar conocida como la expedición Pamalayu dirigida por el almirante Mahesa Anabrang (también conocido como Adwaya Brahman) a la región de Malasia, tenía el objetivo de asegurar el Estrecho de Malaca, la 'Ruta de la Seda Marítima', contra una posible invasión mongol y feroces piratas marinos. Estos reinos malayos luego juraron lealtad al rey. El rey Kertanegara había deseado durante mucho tiempo superar a Srivijaya como imperio marítimo regional, controlando las rutas comerciales marítimas de China a la India.
La expedición de Pamalayu de 1275 a 1292, desde la época de Singhasari hasta Majapahit, está narrada en el pergamino javanés Nagarakrtagama. El territorio de Singhasari se convirtió así en territorio Majapahit. En el año 1284, el rey Kertanegara dirigió una expedición hostil de Pabali a Bali, que integró Bali en el territorio del reino de Singhasari. El rey también envió tropas, expediciones y emisarios a otros reinos cercanos, como el reino de Sunda-Galuh, el reino de Pahang, el reino de Balakana (Kalimantan/Borneo) y el reino de Gurun (Maluku). También estableció una alianza con el rey de Champa (Vietnam).
El rey Kertanegara borró por completo cualquier influencia de Srivijaya en Java y Bali en 1290. Sin embargo, las campañas expansivas agotaron a la mayoría de las fuerzas militares del Reino y en el futuro provocarían un complot asesino contra el desprevenido rey Kertanegara.

## Conflicto con los mongoles
Indonesia es una de las pocas áreas de Asia que frustró la invasión de la horda mongola al repeler una fuerza mongola en 1293. Como centro de los vientos alisios de la península malaya, el poder, la influencia y la riqueza crecientes del imperio javanés Singhasari llamaron la atención de Kublai Khan de la dinastía mongol Yuan con sede en China. Además, Singhasari había formado una alianza con Champa, otro estado poderoso de la región. Tanto Java (Singhasari) como Champa estaban preocupados por la expansión de los mongoles y las incursiones contra los estados vecinos, como la incursión de Bagan (Pagan) en Birmania.
Kublai Khan luego envió emisarios exigiendo sumisión y tributo de Java. En 1280, Kublai Khan envió el primer emisario al rey Kertanegara, exigiendo la sumisión de Singhasari y el tributo al gran Khan. La demanda fue rechazada. Al año siguiente, en 1281, el Khan envió otro emisario, exigiendo lo mismo, que fue nuevamente rechazado. Ocho años después, en 1289, se envió el último emisario para exigir lo mismo, y Kertanegara, se negó a pagar tributo.
En la sala del trono de la corte de Singhasari, el rey Kertanegara humilló al Khan cortando y dejando cicatrices en la cara de Meng Ki, uno de los enviados de los mongoles (algunas fuentes incluso afirman que el rey le cortó la oreja él mismo). El emisario regresó a China con la respuesta —la cicatriz— del rey de Java escrita en su rostro.
Enfurecido por esta humillación y la deshonra cometida contra su enviado y su paciencia, a fines de 1292 Kublai Khan envió 1,000 juncos de guerra para una expedición punitiva que llegó a la costa de Tuban, Java, a principios de 1293.
El rey Kertanegara, cuyas tropas estaban ahora dispersas y ubicadas en otros lugares, no se dio cuenta de que el antiguo linaje real de Kediri estaba preparando un golpe.

## Caída de Singhasari
En 1292, el regente Jayakatwang, un rey vasallo del Reino de Daha (también conocido como Kediri o Gelang-gelang), preparó su ejército para conquistar Singhasari y matar a su rey si era posible, con la ayuda de Arya Viraraja, un regente de Sumenep en la isla de Madura.
El ejército de Kediri (Gelang-gelang) atacó Singhasari simultáneamente desde el norte y el sur. El rey solo se dio cuenta de la invasión desde el norte y envió a su yerno, Nararya Sanggramawijaya, informalmente conocido como 'Raden Wijaya', hacia el norte para vencer la rebelión. El ataque del norte fue puesto a raya, pero los atacantes del sur pasaron desapercibidos con éxito hasta que alcanzaron y saquearon la desprotegida ciudad capital de Kutaraja. Jayakatwang usurpó y mató a Kertanagara durante la ceremonia sagrada del Tantra, por lo que puso fin al reino de Singhasari.
Tras enterarse de la caída de la capital Singhasari de Kutaraja debido a la traición de Kediri, Raden Wijaya intentó defender Singhasari pero fracasó. Él y sus tres colegas, Ranggalawe, Sora y Nambi, se exiliaron bajo el favor del mismo regente (Bupati) Arya Wiraraja de Madura, el padre de Nambi, quien luego le dio la espalda a Jayakatwang. Con el patrocinio de Arya Wiraraja, Raden Wijaya, fingiendo someterse al rey Jayakatwang, se ganó el favor del nuevo monarca de Kediri, quien le concedió permiso para fundar un nuevo asentamiento al norte del monte Arjuna, el bosque de Tarik. En este desierto, Wijaya encontró muchos frutos amargos de Maja, por lo que fue llamado Majapahit (que literalmente significa “amargo Maja”), la futura capital del imperio.

## Nacimiento del imperio Majapahit
A principios de 1293, las fuerzas navales mongoles llegaron a la costa norte de Java (cerca de Tuban) y a la desembocadura del río Brantas para flanquear lo que pensaban que era Singhasari. Raden Wijaya encontró la oportunidad de utilizar a los desprevenidos mongoles para derrocar a Jayakatwang. El ejército de Raden Wijaya se alió con los mongoles en marzo de 1293 y se produjo la batalla entre las fuerzas mongoles contra las fuerzas de Daha en el lecho del río Kali Mas, un afluente del río Brantas, que fue seguida por la batalla de las fuerzas mongoles contra las fuerzas de Daha que atacaron al ejército de Majapahit dirigido por Raden Wijaya. Los mongoles luego asaltaron Daha y Jayakatwang finalmente se rindió y fue ejecutado.
Una vez que Jayakatwang fue eliminado, Raden Vijaya dirigió sus tropas contra sus antiguos aliados mongoles, obligándolos a retirarse de la isla de Java el 31 de mayo de 1293.
El vencedor, el príncipe Wijaya, yerno de Kertanegara, el último rey Singhasari, ascendió al trono como Kertajasa Jayawardhana, el primer rey del gran Imperio Majapahit, el 12 de noviembre de 1293.

## Reyes de Singhasari
- Ken Arok 1222–1227[2]
- Anusapati 1227–1248[2]
- Panji Tohjaya 1248[2]
- Vishnuvardhana-Narasimhamurti 1248–1268[2]
- Kertanegara 1268–1292[2]